# Phlebotomus
Phlebotomus es un género de dípteros nematóceros de la familia Psychodidae (sandflies en inglés, literalmente moscas de arena), son habitantes de las regiones mediterráneas y tropicales. En el pasado se los colocaba en la familia Phlebotomidae, pero hoy esa familia es considerada como una subfamilia, Phlebotominae, dentro de Psychodidae. La etimología indica "cortar venas" (phlebo- = vena; -tome = corte), en efecto, los Phlebotomus son insectos chupadores de sangre venosa.

## Epidemiología
En el Viejo Mundo, los Phlebotomus son los responsables primarios de la transmisión de la leishmaniasis, una enfermedad parasitaria, cuya transmisión en el Nuevo Mundo, es principalmente por los jejenes del género Lutzomyia. Sólo las hembras se alimentan de sangre por una picadura indolora y nocturna, mientras que los machos se alimentan del néctar de las plantas. Las hembras necesitan las proteínas de la sangre de animales para la producción de huevos. Algunas especies se alimentan de mamíferos, incluyendo humanos, otras se alimentan de aves, reptiles o anfibios. Una comida puede resultar en la producción de hasta cien huevos, los cuales son depositados en tierras húmedas ricas en material orgánico.
Al picar, el insecto inyecta anticoagulantes para que la sangre siga fluyendo. Al salir la sangre, usa sus piezas bucales para chupar la sangre acumulada en el sitio de la herida. La picadura deja una pápula enrojecida que puede permanecer asintomática por varias horas, antes del comienzo de la picazón. 
La leishmaniasis puede ser transmitida por las moscas de arena a otros mamíferos como los cánidos y damanes. Las especies de Phlebotomus son también vectores de la fiebre de Chagres (fiebre de las moscas de arena de Panamá), producida por un arbovirus miembro del género Phlebovirus (familia Phenuiviridae) llamado virus Toscana., Una especie de Phlebotomus es el vector de la bartonelosis o verruga peruana.

## Historia
El género inicialmente fue denominado Flebotomus, creado por Camillo Rondani y Berté en 1840. El nombre fue cambiado a Phlebotomus por Hermann Loew en 1845...

## Trivia
"Flebótomo" es una de las exclamaciones del lenguaje usado por el Capitán Haddock, protagonista de las series animadas Tintín.